# Partido judicial de Monzón
El Partido Judicial de Monzón, , es el partido judicial n.º 6 de la provincia de Huesca en la comunidad autónoma de Aragón.
El ámbito territorial, que viene regulado por el Real Decreto 529/1983, de 9 de marzo, comprende los municipios:
Albelda, Alcampell, Alfántega, Almunia de San Juan, Altorricón, Azanuy-Alins, Baélls, Baldellou, Berbegal, Binaced, Binéfar, Camporrélls, Castejón del Puente, Castillonroy, Estada, Estadilla, Estopiñán del Castillo, Fonz, Ilche, Laluenga, Laperdiguera, Monzón, Peralta de Calasanz, Pueyo de Santa Cruz, San Esteban de Litera, San Miguel del Cinca y Tamarite de Litera